# Plumeria stenopetala
Plumeria stenopetala är en oleanderväxtart som beskrevs av Ignatz Urban. Plumeria stenopetala ingår i släktet Plumeria och familjen oleanderväxter. Utöver nominatformen finns också underarten P. s. angustissima.